# João Figueiredo
João Baptista de Oliveira Figueiredo (15. ledna 1918 Rio de Janeiro – 24. prosince 1999 Rio de Janeiro) byl brazilský voják a politik, 30. prezident Brazílie v letech 1979 až 1985. Byl posledním prezidentem vojenského režimu, který vznikl pučem roku 1964. Do úřadu ho jmenoval na konci svého mandátu předchozí prezident Ernesto Geisel, za jehož vlády byl Figueiredo náčelníkem tajné služby SNI. Figueiredo pokračoval v procesu demokratizace zahájeném Geiselem a amnestoval všechny politické vězně. V závěru jeho vlády zemí zmítaly nepokoje, jež vyústily v zavedení přímé volby prezidenta, tu pak vyhrál Tancredo Neves.

## Vyznamenání
- velkokříž Řádu avizských rytířů, Portugalsko, 27. července 1972[1]
- velkokříž Řádu Kristova, Portugalsko, 26. července 1973[1]
- velkokříž Řádu prince Jindřicha, Portugalsko, 28. prosince 1978[1]
- velkokříž s řetězem Řádu svatého Jakuba od meče, Portugalsko, 22. září 1981[1]
- velkokříž s řetězem Řádu Isabely Katolické, Španělsko, 1983
- Řád Serafínů, Švédsko, 21. března 1984